# Малые Аниковичи
Малые Ани́ковичи (бел. Малыя Ані́кавічы) — деревня в составе Маслаковского сельсовета Горецкого района Могилёвской области Республики Беларусь.

## Население
- 1999 год — 246 человек
- 2010 год — 159 человек